# Tales of Wonder (rivista)
Tales of Wonder (lett. "Storie di meraviglia") è stata una rivista di fantascienza britannica pubblicata dal 1937 al 1942, che ebbe Walter Gillings come curatore. Venne pubblicata dall'editrice The World's Work, una sussidiaria di William Heinemann, in una serie di testate di genere tra le quali vi erano Tales of Mystery and Detection e Tales of the Uncanny. Gillings fu in grado di attirare del buon materiale letterario, nonostante le basse tariffe che era in grado di offrire agli autori; pubblicò inoltre numerose ristampe tratte da riviste di fantascienza statunitensi. Tales of Wonder riscosse maggiore successo degli altri titoli di genere emessi da The World's Work, dal momento che rimase l'unica rivista a pubblicare più di un solo numero.
Arthur C. Clarke effettuò la sua prima vendita come scrittore professionista a Tales of Wonder, con due articoli scientifici. Gillings pubblicò inoltre il primo racconto di William F. Temple, alcune delle prime opere di John Wyndham e The Prr-r-eet di Eric Frank Russell. Tra gli scrittori statunitensi apparsi nella rivista vi furono Murray Leinster e Jack Williamson; si trattava in entrambi i casi di ristampe, ma venne pubblicato anche nuovo materiale dagli Stati Uniti, tra cui Out of the Past di Lloyd A. Eshbach e The Mentality Machine di S. P. Meek. Con l'avvento della seconda guerra mondiale, la carenza di carta e la chiamata di Gillings nell'esercito resero sempre più difficile continuare con le pubblicazioni, così il sedicesimo numero, datato primavera 1942, fu l'ultimo.
Tales of Wonder non fu la prima rivista di fantascienza britannica, ma è stata la prima rivolta a un pubblico di adulti e il suo successo rese evidente che una rivista di fantascienza sarebbe potuta sopravvivere nel Regno Unito.

## Storia editoriale
La prima rivista statunitense di fantascienza, Amazing Stories, venne importata nel Regno Unito fin dal suo lancio nel 1926 e anche altre riviste dal mercato statunitense furono disponibili fin dall'inizio. Non venne pubblicata alcuna rivista britannica di fantascienza fino al 1934, quando Pearson's lanciò Scoops, un settimanale in formato tabloid rivolto al mercato giovanile. Ben presto Haydn Dimmock, il curatore di Scoops, iniziò a ricevere storie più sofisticate, destinate a un pubblico adulto; cercò di cambiare il focus della rivista per includere narrativa più matura, ma nel giro di venti numeri il calo delle vendite portò Pearson's a cancellare la rivista. Il fallimento di Scoops diede agli editori britannici l'impressione che la Gran Bretagna non potesse sostenere una pubblicazione di fantascienza.
Nonostante questo fallimento, solo un anno dopo George Newnes, Ltd., l'editrice della rivista The Strand, decise di lanciare un gruppo di quattro riviste pulp di genere e di includere un titolo di fantascienza. Il curatore, T. Stanhope Sprigg, ebbe l'aiuto di Walter Gillings, un lettore di fantascienza britannico che era stato attivo nei circoli dei fan dall'inizio degli anni trenta nella ricerca di buoni contributi, ma il progetto venne sospeso dopo quindici mesi. Gillings si avvicinò poi a The World's Work, una sussidiaria di William Heinemann, che stava già pubblicando titoli come Tales of Mystery and Detection (dedicata al giallo) e Tales of the Uncanny (dedicata all'orrore e al fantastico), come parte della loro serie "Master Thriller". Gillings aveva sentito dire che The World's Work stava progettando una rivista di fantascienza; come si scoprì poi non era così, ma Gillings fu rapidamente in grado di convincerli ad aggiungere la fantascienza alla loro lista. Gli venne chiesto di preparare un unico numero di 80 000 parole per testare il mercato. The World's Work ristampava buona parte della narrativa americana e poiché pagavano solo per i diritti di ristampa, le loro tariffe erano inferiori a quelle usuali per la nuova narrativa. A Gillings fu assegnato un budget di 10/6 (dieci scellini e sei pence) per mille parole: la tariffa bassa scoraggiava quegli scrittori che potevano vendere alle riviste americane più pagate. Gli scrittori più recenti erano felici dell'opportunità di sviluppare un mercato britannico per il loro lavoro, sebbene la maggior parte degli scrittori americani non ne rimase impressionata.
Il primo numero di Tales of Wonder apparve nel giugno 1937. Le vendite furono abbastanza buone da consentire a The World's Work di continuare la pubblicazione e dalla primavera del 1938 la rivista apparve con un programma trimestrale, con omissioni occasionali. Nessuno degli altri titoli della serie Master Thriller fu mai stato trasformato in una rivista separata, quindi evidentemente stava vendendo bene. Il successo di Tales of Wonder portò Newnes a credere di avere sbagliato a rifiutare Gillings e nel 1938 lanciarono Fantasy come concorrente.
Lo scoppio della seconda guerra mondiale nel 1939 non portò immediatamente alla penuria di carta, ma essa iniziò ad essere razionata nell'aprile 1940 e il conteggio delle pagine, che era già sceso da 128 a 96, nel 1941 scese a 72. Gillings fu chiamato a svolgere il servizio militare e per qualche tempo riuscì a curare la rivista dal suo campo militare, ma alla fine la rivista cessò la pubblicazione con il numero della primavera del 1942.

## Contenuti e accoglienza
Le riviste di fantascienza americane avevano iniziato a pubblicare a metà degli anni trenta alcune storie più sofisticate rispetto alla semplice narrativa avventurosa, che era un punto fermo dei primi anni del genere. Gillings decise che molti lettori di fantascienza britannici non avrebbero avuto familiarità con la maggior parte degli sviluppi della fantascienza americana, e quindi non ritenne opportuno cercare materiale innovativo e originale. Il primo numero conteneva The Perfect Creature, uno dei primi racconti di John Wyndham, sotto il nome di "John Beynon", così come il racconto The Prr-r-eet, di Eric Frank Russell. Il secondo numero includeva il romanzo breve di Wyndham I sopravvissuti di Marte (Sleepers of Mars, 1938) e Lunar Lilliput di William F. Temple, che fu la prima vendita di fantascienza dello scrittore. Stenographer's Hands, un racconto di David H. Keller, apparso a sua volta nel secondo numero, era stato pubblicato per la prima volta su una rivista statunitense; Gillings affermò che lo scopo fosse quello di introdurre i lettori di fantascienza britannici agli sviluppi americani nel campo della fantascienza, ma in realtà accadde perché aveva difficoltà a ottenere materiale di buona qualità da scrittori britannici.
Tra le altre ristampe acquisite da Gillings vi furono The Mad Planet di Murray Leinster e il suo sequel, The Red Dust, e due storie di Jack Williamson: la prima opera venduta dallo scrittore, L'uomo metallico (The Metal Man, 1928), insieme a L'era lunare (The Moon Era, 1932); si trattava in entrambi i casi di scrittori americani, anche se Gillings, quando poteva, cercava di ristampare racconti presi dai mercati statunitensi ma di scrittori britannici. Le ristampe non erano limitate agli autori americani e britannici o al mercato dei pulp degli Stati Uniti: Gillings pubblicò anche The Planet Wrecker di R. Coutts Armour, uno scrittore australiano che usava lo pseudonimo di "Coutts Brisbane"; il racconto era apparso originariamente su The Red Magazine nel 1914. Apparvero nella rivista alcune nuove storie di scrittori americani, tra cui Out of the Past di Lloyd A. Eshbach e The Mentality Machine di S. P. Meek. Gillings organizzava concorsi per saggi scritti dai lettori, uno dei quali venne vinto da Ken Bulmer, in seguito divenuto un noto scrittore di fantascienza britannico, e incoraggiava gli appassionati a contribuire con articoli e riempitivi. Lo scrittore più significativo introdotto da Gillings fu senza dubbio Arthur C. Clarke, le cui prime vendite furono proprio a Gillings, per gli articoli scientifici Man's Empire of Tomorrow e We Can Rocket to the Moon—Now!, pubblicati rispettivamente nei numeri dell'inverno del 1938 e dell'estate 1939.
Lo storico della fantascienza Mike Ashley considera Tales of Wonder "una rivista vivace, divertente e godibile" ("A lively, entertaining and enjoyable magazine"). Il suo successo ha dimostrato che in Gran Bretagna esisteva un mercato per una rivista rivolta a lettori di fantascienza adulti, nonostante il precedente fallimento di Scoops, e nel 1938 George Newnes, Ltd. portò a compimento il progetto, a lungo rimandato, di una rivista di fantascienza, Fantasy, dopo avere assistito al successo di Tales of Wonder.

## Pubblicazioni
| | Inverno | Primavera | Estate | Autunno | Inverno |
| --- | ------- | --------- | ------ | ------- | ------- |
| 1937 |         |           |        |         | 1       |
| 1938 |         | 2         | 3      | 4       | 5       |
| 1939 |         | 6         | 7      | 8       | 9       |
| 1940 |         | 10        | 11     | 12      |         |
| 1941 | 13      | 14        |        | 15      |         |
| 1942 |         | 16        |        |         |         |
| Uscite di Tales of Wonder, con il numero di pubblicazione. Walter Gillings è stato l'unico curatore editoriale. |         |           |        |         |         |

Tales of Wonder venne pubblicata in formato pulp per tutti i 16 numeri. Inizialmente era di 128 pagine, ridotte a 96 pagine con il numero dell'inverno 1939, poi a 80 pagine con il numero dell'autunno 1940 e infine a 72 pagine con gli ultimi tre numeri. Venne sempre curata da Walter Gillings e aveva il prezzo di 1 sterlina. Non aveva una numerazione per volume; ogni numero era numerato consecutivamente.